# Frank Leigh
Frank Leigh (Londra, 18 aprile 1876 – Hollywood, 9 maggio 1948) è stato un attore inglese che iniziò la sua carriera cinematografica all'epoca del muto.

## Filmografia
- On Dangerous Ground, regia di Robert Thornby (1917)
- Life's Whirlpool, regia di Lionel Barrymore (1917)
- Stolen Orders, regia di George Kelson e Harley Knoles (1918)
- Crown Jewels, regia di Roy Clements (1918)
- All of a Sudden Norma, regia di Howard Hickman (1919)
- The Homebreaker, regia di Thomas H. Ince (1919)
- Il figlio di papà (A Regular Fellow), regia di A. Edward Sutherland (1919)
- The Usurper, regia di James Young (1919)
- Il leone dormente (The Sleeping Lion), regia di Rupert Julian (1919)
- Rose of the West, regia di Harry Millarde (1919)
- Lord and Lady Algy, regia di Harry Beaumont (1919)
- Snares of Paris, regia di Howard M. Mitchell (1919
- Common Property, regia di William C. Dowlan, Paul Powell (1919)
- The Cup of Fury, regia di T. Hayes Hunter (1920)
- Dangerous Days, regia di Reginald Barker (1920)
- Nurse Marjorie, regia di William Desmond Taylor (1920)
- The Mother of His Children, regia di Edward J. Le Saint (1920)
- One Hour Before Dawn, regia di Henry King (1920)
- Help Wanted - Male, regia di Henry King (1920)
- Bob Hampton of Placer, regia di Marshall Neilan (1921)
- The Hell Diggers, regia di Frank Urson (1921)
- Pilgrims of the Night, regia di Edward Sloman (1921)
- The Light in the Clearing, regia di T. Hayes Hunter (1921)
- Golden Dreams
- Domestic Relations, regia di Chester Withey (1922)
- Out of the Silent North, regia di William Worthington (1922)
- Truxton King, regia di Jerome Storm (1923)
- The Gentleman from America, regia di Edward Sedgwick (1923)
- The Lonely Road, regia di Victor Schertzinger (1923)
- Ceneri di vendetta (Ashes of Vengeance), regia di Frank Lloyd (1923)
- Rosita, regia di Ernst Lubitsch e, non accreditato, Raoul Walsh (1923)
- A Nord di Hudson Bay, regia di John Ford (1923)
- The Hill Billy, regia di George W. Hill (1924)
- The Reckless Age, regia di Harry A. Pollard (1924)
- Hutch of the U.S.A., regia di James Chapin (1924)
- The Breath of Scandal, regia di Louis J. Gasnier (1924)
- Honor Among Men, regia di Denison Clift (1924)
- Flames of Desire, regia di Denison Clift (1924)
- As Man Desires, regia di Irving Cummings (1925)
- American Pluck, regia di Richard Stanton (1925)
- Mille disgrazie e una fortuna (His Majesty, Bunker Bean), regia di Harry Beaumont (1925)
- The Winding Stair, regia di John Griffith Wray (1925)
- The Pleasure Buyers, regia di Chester Withey (1925)
- Secret Orders, regia di Chester Withey (1926)
- The Impostor, regia di Chester Withey (1926)
- Flame of the Argentine, regia di Edward Dillon (1926)
- The Adorable Deceiver, regia di Phil Rosen (1926)
- La vergine dell'harem (The Lady of the Harem), regia di Raoul Walsh (1926)
- The Flaming Forest, regia di Reginald Barker (1926)
- Somewhere in Sonora, regia di Albert S. Rogell (1927)
- Mockery, regia di Benjamin Christensen (1927)
- Soft Cushions, regia di Edward F. Cline (1927)
- The Tigress, regia di George B. Seitz (1927)
- The Way of All Pants, regia di Leo McCarey, F. Richard Jones (1927)
- Il veliero del diavolo (The Devil's Skipper), regia di John G. Adolfi (1928
- A Night of Mystery, regia di Lothar Mendes (1928)
- Prowlers of the Sea, regia di John G. Adolfi (1928)
- King Cowboy, regia di Robert De Lacey (1928)
- Below the Deadline, regia di J.P. McGowan (1929)
- Sahara (Love in the Desert), regia di George Melford (1929)
- Montmartre Rose, regia di Frederick Hiatt, Bernard McEveety (1929)
- The Thirteenth Chair, regia di Tod Browning (1929)
- Lotus Lady, regia di Phil Rosen (1930)
- Ten Nights in a Bar-Room, regia di William A. O'Connor (1931)
- L'avventuriera di Montecarlo (The Woman from Monte Carlo), regia di Michael Curtiz (1932)
- Torchy Rolls His Own, regia di C.C. Burr - cortometraggio (1932)